# RetroPie

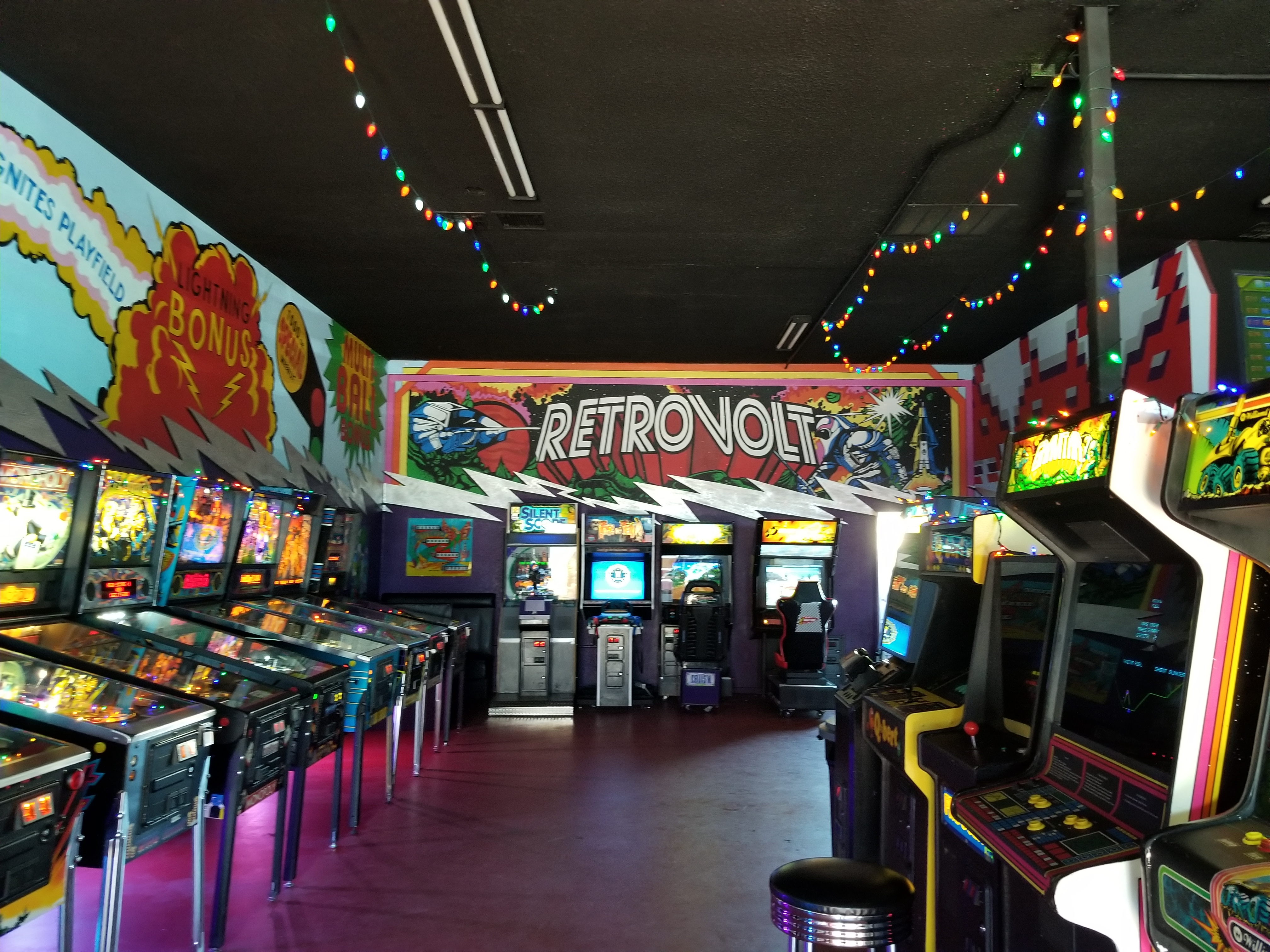
Arcade-Spiele

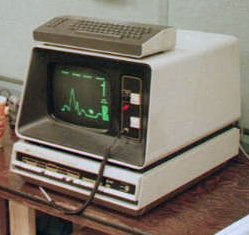
Lunar Lander

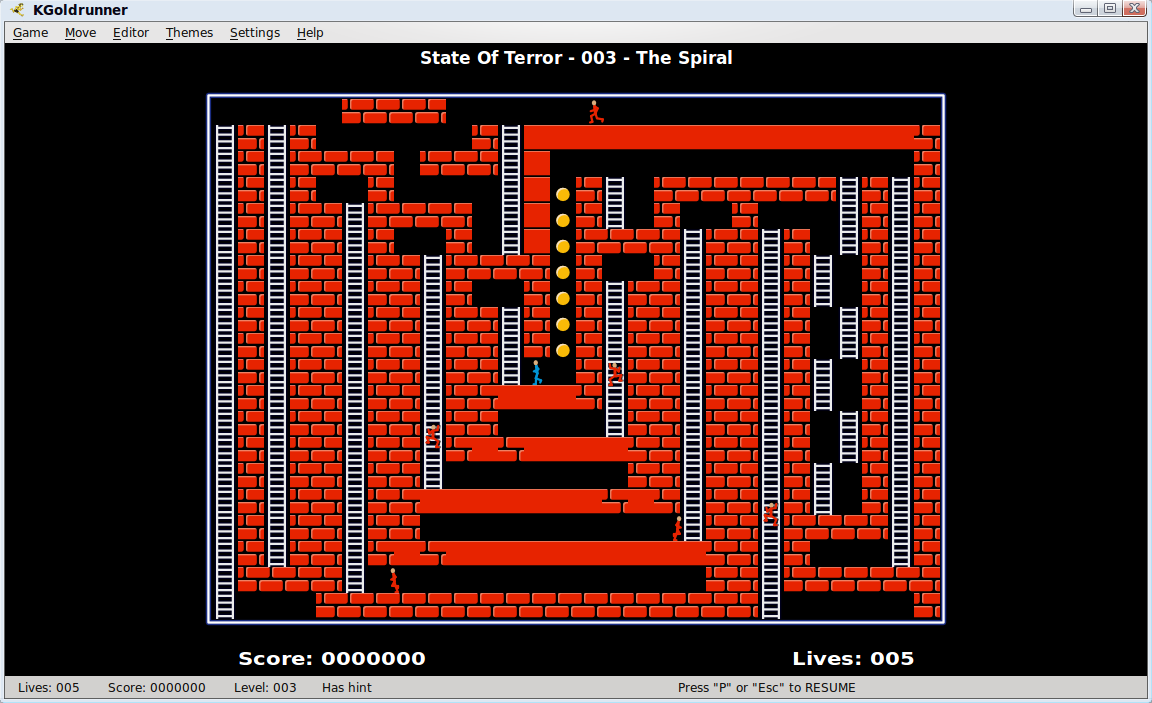
KGoldrunner-Klon

RetroPie ist eine Linux-Distribution, die zahlreiche Emulatoren für zumeist ältere Spielkonsolen und PCs unter einer intuitiv zu bedienenden Benutzeroberfläche vereint (ähnlich einem HTPC). Ursprünglich für die Einplatinencomputer-Serie Raspberry Pi entwickelt, existieren mittlerweile auch Varianten für verschiedene Modelle von ODROID. Ferner lässt sich RetroPie unter Debian/Ubuntu basierten Linux-Distributionen als aufrufbares Programm installieren.
Zur Emulation wird größtenteils RetroArch eingesetzt. Ferner können Portierungen vieler Spiele- als auch anderweitige Software, wie beispielsweise Kodi, mittels einfach gestalteter Menüs nachinstalliert werden. Als Benutzeroberfläche dient „Emulation Station“ die für die Steuerung mittels eines Gamepads optimiert ist. Standardmäßig sind ein Samba- als auch ein SSH-Server für den Fernzugriff eingerichtet, womit primär Spieldaten/ROM-Abbilder über das lokale Netzwerk übertragen werden können, die RetroPie selbst aus rechtlichen Gründen nicht mitliefert.

## Liste der emulierten Systeme
- Apple II
- Arcade
- Atari 800
- Atari 2600
- Atari ST/STE/TT/Falcon
- Atari Lynx
- Commodore Amiga
- Commodore C64
- Game Boy Advance
- Game Boy Color
- Intellivision
- MAME
- NeoGeo
- Nintendo Entertainment System
- Nintendo N64
- PC Engine
- ScummVM
- Sega Master System
- Sega Mega Drive
- Sega Game Gear
- Sony Playstation 1
- Super Nintendo Entertainment System
- Sinclair ZX Spectrum
- PC / x86
- Z Machine[1]